# Systropus numeratus
Systropus numeratus är en tvåvingeart som beskrevs av Meijere 1916. Systropus numeratus ingår i släktet Systropus och familjen svävflugor. Inga underarter finns listade i Catalogue of Life.